# Stylopoma amboyna
Stylopoma amboyna är en mossdjursart som beskrevs av Tilbrook 200. Stylopoma amboyna ingår i släktet Stylopoma och familjen Schizoporellidae. Inga underarter finns listade i Catalogue of Life.